# Hexencyrtus bucculentus
Hexencyrtus bucculentus är en stekelart som först beskrevs av De Santis 1960.  Hexencyrtus bucculentus ingår i släktet Hexencyrtus och familjen sköldlussteklar. Inga underarter finns listade i Catalogue of Life.